# Printemps et Autres Saisons
Printemps et Autres Saisons est un recueil de nouvelles de Jean-Marie Gustave Le Clézio publié le 21 avril 1989 aux éditions Gallimard. 
1. Printemps, 117 p,
2. Fascination, 14 p,
3. Le temps ne passe pas, 14 p,
4. Zinna, 37 p,
5. La saison des pluies, 44 p,

## Résumés
Cinq nouvelles. Cinq femmes. Cinq ambiances.

### Printemps
Le colonel Herschel et son épouse Aimée, surnommée Amie, s'occupe d'une petite fille, Libbie-Saba, à Mehdia, au Maroc. Sa mère, Mariem, qui l'a portée quand elle avait seize ans a été abandonnée par le père de l'enfant, mort quelque temps plus tard. Elle a laissée la petite pour quelques billets de banque au couple Herschel et est partie. Cette petite va grandir sans véritable tuteur... Plus tard, sa mère revient et récupère la petite. Elle déteste sa mère qui ne sait pas lire, qui est fatiguée par sa vie de labeur et de difficultés, qui est peu expressive. 
Elles viennent en France.
La mère, mécanicienne dans le prêt-à-porter, travaille toute la journée et ne peut vérifier la scolarisation buissonnière de sa fille. Libbie déteste les amants de sa mère et l'empêche de reconstruire sa vie. 
Quand ce n'est pas avec son amie Marie-Louise, Libbie fait des tours avec la moto de Joseph, surnommé Green car il s'habille tout en vert. Elle fait connaissance de Morgane qui la nourrit et lui parle par pitié. Puis celle de Lucien Truchi, le fils du boulanger, qui lui prête sa mobylette. Elle le fait monter chez elle, mais refuse leurs dépucelages. Sa voisine Semmana lui offre souvent son écoute et de quoi se sustenter.
Les lieux de vie et les ambiances relationnelles entre les voisins et amis sont des personnages à part entière.

### Fascination
C'est la description de l'émoi ressenti par un jeune homme lors de la rencontre fortuite d'une jeune et belle bohémienne et de sa grand-mère vendant des fleurs à la sauvette. 

### Le temps ne passe pas
Le jeune David est attiré par la belle Zoubida. Il la suit lorsqu'elle rentre chez elle en fin de journée. C'est elle qui prend contact pour connaître ses intentions, ils échangent et se donnent des surnoms : Zobeïde pour elle et Daoud pour lui. 
S'en suivent rendez-vous, balades en ville, bains à la plage, et bien sûr, ils s'embrassent. 
Zobeïde prend souvent l'initiative, et un jour, des incidents inter-ethniques...

## Éditions
- Printemps et Autres Saisons, éditions Gallimard, 1989  (ISBN 2070713644).